# لايف آت ريدينغ
لايف آت ريدينغ (بالإنجليزية: Live at Reading) هو سي دي/دي في دي حي لفرقة الروك الأمريكية نيرفانا، صدر في 2 نوفمبر 2009، حيث يوثق أداء عام 1992 بمهرجان ريدينغ، في ريدينغ، إنجلترا.

## روابط خارجية
- لايف آت ريدينغ على موقع ميتاكريتيك (الإنجليزية)
- لايف آت ريدينغ على موقع أول موفي (الإنجليزية)